# اوسکار هووی
اوسکار هووی (انگلیسی: Oscar Howe؛ ۱۳ مهٔ ۱۹۱۵ – ۷ اکتبر ۱۹۸۳) یک نقاش اهل ایالات متحده آمریکا بود.